# Indianisation de l'Asie du Sud-Est

Diffusion du brahmanisme en Asie, depuis son berceau historique dans le sous-continent indien, vers le reste de l'Asie, particulièrement l'Asie du Sud-Est. Un phénomène qui émerge à partir du Ier siècle, avec l'établissement d'États et de cités indianisés.

L'indianisation de l'Asie du Sud-Est a probablement été le résultat de processus différents, selon qu'il s'agit de :
- L'Asie du Sud-Est continentale, encore appelée « Indochine »
- L'Asie du Sud-Est insulaire ou « Insulinde »